# كريستوفر بورتر
كريستوفر بورتر هو سياسي كندي، ولد في 27 سبتمبر 1970 في فيكتوريا في كندا. حزبياً، نشط في Canadian Action Party ‏.